# 宇部興産オープンゴルフトーナメント
宇部興産オープンゴルフトーナメント（うべこうさんオープンゴルフトーナメント）は、宇部興産（現:UBE）主催、日本ゴルフツアー機構公認で開催されていたゴルフトーナメント。

## 歴史
ツアー制定以前の1972年（昭和47年）にペプシトーナメントの名称で初めて開催された。第4回（1975年、昭和50年）にペプシウイルソントーナメントの名称に変更。第5回（1976年、昭和51年）にはピーター・トムソンとグラハム・マーシュによる14ホールに及ぶプレーオフが行われた。第11回（1982年、昭和57年）にペプシ宇部トーナメントの名称に変更。第14回（1985年、昭和60年）の大会は宇部興産の社長、会長を歴任した中安閑一が前年の1984年（昭和59年）に死去したため、「中安閑一メモリアル」として開催された。第18回（1989年、平成元年）にペプシ宇部興産トーナメントの名称に変更。第26回（1997年、平成9年）の大会から宇部興産の単独主催となり、同時にアマチュア選手の出場も可能にしたため大会名を宇部興産オープンゴルフトーナメントの名称に変更。2001年（平成13年）に終了。
開催地は主に宇部カントリークラブで開催されていた。宇部カントリークラブで初めて開催されたのは第5回（1976年、昭和51年）で、宇部興産が当時の大会スポンサーであったペプシコーラと提携関係にあったことから宇部興産側が誘致したことにより開催されるようになった。
宇部カントリークラブ→宇部72カントリークラブ以外での開催は第1回（1972年、昭和47年）と第2・4・6回は横浜カントリークラブ、第3回（1974年、昭和49年）は片山津ゴルフ倶楽部、第8回は八戸カントリークラブで行われた。2001年実績総額1億4000万円、優勝賞金2800万円。

## 放送
テレビ中継は、大会初期にはフジテレビ制作でフジテレビ系列で放送された。宇部カントリークラブで初めて開催された1976年の大会はTBS系列で放送され、TBSテレビ制作で地元系列局のテレビ山口が技術協力を行った。この大会は14ホールのプレーオフがあった年で、TBSでは放送時間内に決着の瞬間を放送することができなかったが、地元のテレビ山口では引き続き放送していた。それでもプレーオフが続いたためテレビ山口でも途中で打ちきるを得なくなった。1977年の大会はテレビ朝日制作でテレビ朝日系列での放送になった。宇部の開催に戻った1978年の大会も引き続きテレビ朝日が制作を担当しているが、技術協力はテレビ山口が担当した。大会末期はテレビ東京制作でTXN系列と開催地の地元局である山口放送（日本テレビ系列）にネットされていた。
ペプシトーナメント時代には史上初のラジオの実況中継をニッポン放送で行ったことがある。

## 歴代優勝者
- 1972年：ピーター・トムソン（ オーストラリア）
- 1973年：青木功
- 1974年：グラハム・マーシュ（ オーストラリア）
- 1975年：謝永郁（ 台湾）
- 1976年：ピーター・トムソン（ オーストラリア）
- 1977年：尾崎将司
- 1978年：尾崎将司
- 1979年：Mya Aye（ ビルマ）
- 1980年：鈴木規夫
- 1981年：グラハム・マーシュ（ オーストラリア）
- 1982年：新井規矩雄
- 1983年：金井清一
- 1984年：尾崎直道
- 1985年：陳志明（ 台湾）
- 1986年：尾崎直道
- 1987年：陳志明（ 台湾）
- 1988年：近藤守
- 1989年：横山明仁
- 1990年：中村忠夫
- 1991年：陳志忠（ 台湾）
- 1992年：中嶋常幸
- 1993年：丸山茂樹
- 1994年：中嶋常幸
- 1995年：日下部光隆
- 1996年：田中秀道
- 1997年：森茂則
- 1998年：ブラント・ジョーブ（ アメリカ合衆国）
- 1999年：崔京周（ 韓国）
- 2000年：深堀圭一郎
- 2001年：ディーン・ウィルソン（ アメリカ合衆国）